# Fortnite: Save the World

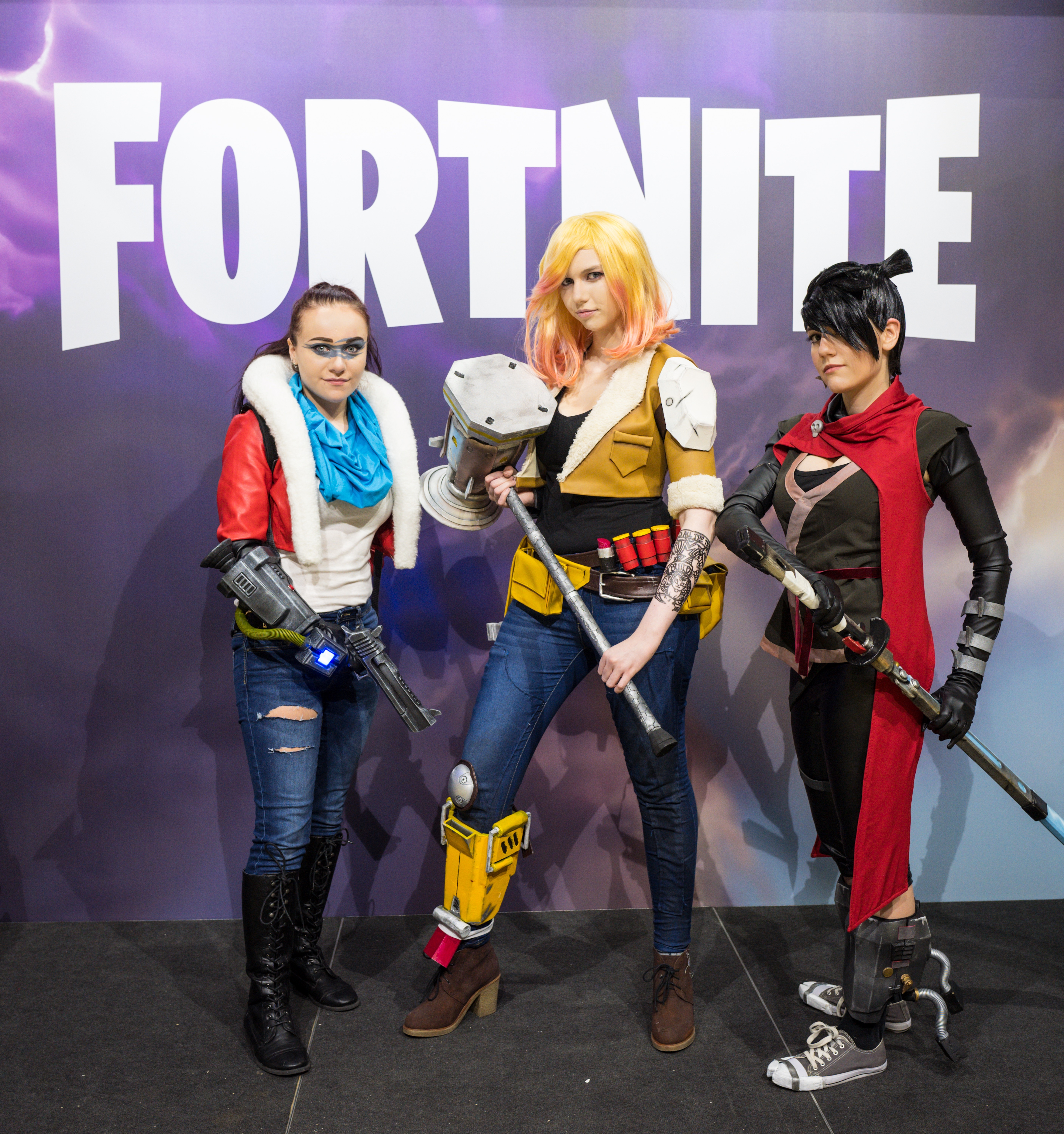
Cosplayers do Fortnite na Gamescom 2017

Fortnite: Save the World é um modo premium (pay-to-play) de jogabilidade cooperativa do jogo eletrônico multijogador Fortnite, criado pela Epic Games, onde luta contra hordas de zumbis e defende objetos como fortificações, com até 3 jogadores, e por fim derrotar o Rei da Tempestade.
Embora a Epic Games originalmente pretendesse que Save the World fosse gratuito, você terá que gastar algum dinheiro para jogar este modo. O preço deste modo varia dependendo de onde você mora, mas você pode descobrir visitando o Epic Games, Games Store ou após clicar no modo de jogo pela primeira vez.
Os jogadores que costumavam jogar Fortnite podem revisar o progresso e as missões atuais da história, que podem incluir missões diárias, semanais, paralelas, de desafio e de evento, que, quando concluídas, fornecem moeda ou recursos no jogo.